# Đặt nội khí quản
Đặt nội khí quản là việc đặt một ống thông bằng nhựa dẻo vào khí quản để duy trì đường thở mở hoặc đóng vai trò như một ống dẫn qua đó đưa một số loại thuốc nhất định vào. Nó thường được thực hiện ở những bệnh nhân bị thương nặng, bị bệnh hoặc được gây mê để tạo điều kiện thông khí cho phổi, bao gồm cả thở máy và để ngăn ngừa khả năng ngạt thở hoặc tắc nghẽn đường thở.
Cách thức được sử dụng rộng rãi nhất là đặt ống khí quản qua miệng, trong đó một ống nội khí quản được đưa qua miệng và thanh quản để vào khí quản. Trong thủ thuật đặt ống khí quản qua mũi, một ống nội khí quản được đưa qua mũi và thanh quản để vào khí quản. Các phương pháp đặt nội khí quản khác liên quan đến phẫu thuật và bao gồm phẫu thuật mở sụn nhẫn giáp (hầu như chỉ được sử dụng trong các trường hợp khẩn cấp) và phẫu thuật mở khí quản, được sử dụng chủ yếu trong các tình huống cần hỗ trợ đường thở kéo dài.
Vì đây là một thủ thuật y tế xâm lấn và không thoải mái, nên đặt ống nội khí quản thường được thực hiện sau khi dùng thuốc gây mê toàn thân và thuốc ức chế thần kinh cơ. Tuy nhiên, nó có thể được thực hiện ở bệnh nhân tỉnh táo với gây tê cục bộ hoặc tại chỗ hoặc trong trường hợp khẩn cấp mà không cần gây mê. Việc đặt nội khí quản thường được tạo điều kiện thuận lợi bằng cách sử dụng ống soi thanh quản thông thường, ống soi phế quản dạng sợi mềm hoặc ống soi thanh quản video để xác định các dây thanh âm và đưa ống thông vào giữa chúng khi vào khí quản thay vì vào thực quản. Các thiết bị và kỹ thuật khác có thể được sử dụng thay thế.
Sau khi khí quản đã được đặt nội khí quản, một vòng bít bóng bay thường được bơm căng ngay phía trên đầu xa của ống để giúp cố định nó vào vị trí, ngăn ngừa rò rỉ khí hô hấp và bảo vệ cây khí quản khỏi tiếp nhận các chất không mong muốn như axit dạ dày. Sau đó, ống này được gắn chặt vào mặt hoặc cổ và kết nối với với một miếng chữ T, dây thở gây mê, thiết bị mặt nạ van túi hoặc máy thở cơ học. Khi không còn nhu cầu hỗ trợ thông khí hoặc bảo vệ đường thở, ống khí quản được rút ra; việc này được gọi là rút nội khí quản (hoặc loại bỏ đường khí quản, trong trường hợp phẫu thuật đường thở như phẫu thuật mở sụn nhẫn giáp hoặc mở khí quản).
Trong nhiều thế kỷ, phẫu thuật mở khí quản được coi là phương pháp đáng tin cậy duy nhất để đặt nội khí quản. Tuy nhiên, do chỉ có một số ít bệnh nhân sống sót sau ca mổ nên các bác sĩ tiến hành phẫu thuật mở khí quản chỉ là biện pháp cuối cùng, trên những bệnh nhân gần chết. Tuy nhiên, cho đến cuối thế kỷ 19, những tiến bộ trong hiểu biết về giải phẫu và sinh lý học, cũng như việc coi trọng lý thuyết mầm bệnh, đã cải thiện kết quả của cuộc phẫu thuật này đến mức nó có thể được coi là một lựa chọn điều trị có thể chấp nhận được.. Cũng tại thời điểm đó, những tiến bộ trong thiết bị nội soi đã được cải thiện đến mức soi thanh quản trực tiếp đã trở thành một phương tiện khả thi để đảm bảo đường thở bằng đường nội soi không phẫu thuật. Vào giữa thế kỷ 20, phẫu thuật mở khí quản cũng như nội soi và đặt ống nội khí quản không phẫu thuật đã phát triển từ những thủ thuật hiếm khi được sử dụng trở thành những thành phần thiết yếu của thực hành gây mê, y học chăm sóc đặc biệt, y học cấp cứu và thanh quản học.